# Jonathan Summerton
Jonathan Summerton né le 21 avril 1988 à Kissimmee en Floride, est un pilote automobile américain.

## Carrière
- 2004 : Formule BMW USA, 3e (4 victoires)
- 2005 : Formule BMW ADAC, 10e
- 2006 : Formule 3 Euroseries, 9e (1 victoire)
- 2007 : 6 courses en Formule 3 Euroseries, non classé
- 2008 : Atlantic Championship, 3e (2 victoires)
- 2009 : Indy Lights, 11e (en cours)
- 2010 : titulaire chez USF1 selon une rumeur